# Ангелы Плющенко
Академия фигурного катания «Ангелы Плющенко» — школа фигурного катания в Москве, созданная фигуристом Евгением Плющенко 5 апреля 2017 года, и детская школа фигурного катания в Санкт-Петербурге, созданная в сентябре 2018 года на базе спортивного комплекса «Хоккейный город» совместно с хоккейным клубом СКА.
Генеральный директор: Евгений Плющенко. Академия в Санкт-Петербурге включена в реестр Федерации фигурного катания на коньках Санкт-Петербурга. Выручка академии за 2019 год составляла 8,61 млн рублей, убыток составлял 4,64 млн рублей.

## Тренировочная база
До декабря 2020 года тренировочная база «Ангелов Плющенко» в Москве располагалась на катке «Спорт Тайм» на улице Лобачевского. С 2021 года академия функционирует в собственном спортивно-оздоровительном комплексе в Горках-10 в Московской области. С 2019 года при поддержке мэра Москвы Сергея Собянина в рамках реализации государственной программы «Спорт Москвы» строится ещё один спортивный комплекс «Ангелов Плющенко» на Проектируемом проезде № 634  в районе Тропарёво-Никулино. 1 сентября 2023 года планируется открытие комплекса. 1 августа 2023 года откроется отделение «Ангелов Плющенко» в Кемерове, в ледовом дворце «Кузбасс».

## Тренеры

### Тренерский состав в Москве
- Евгений Плющенко — главный тренер;
- Дмитрий Михайлов — тренер, хореограф;
- Сергей Алексеев — тренер;
- Юлия Липницкая — тренер;
- Людмила Алфёрова — тренер;
- Наталья Линичук — тренер танцев на льду[8];
- Андрей Багин — тренер танцев на льду[9];
- Марина Черкасова — тренер;
- Арина Ушакова — тренер парного катания;
- Алёна Косторная — хореограф;
- Кристина Хандлос — хореограф;
- Ирина Самарская — хореограф;
- Юлия Воронина — тренер;
- Алексей Меньшиков — тренер;
- Вячеслав Малыгин — хореограф[10];
- Надежда Попова — хореограф;
- Алексей Захарченко — хореограф;
- Елена Позднякова — тренер;
- Ерем Газазян — тренер по ОФП;
- Наталья Русакова — тренер по ОФП;
- Ангелина Кальницкая — тренер;
- Артём Значков — тренер парного катания[11].

### Тренерский состав в Кемерове
- Степан Коротков — тренер;
- Анастасия Полуянова — тренер.

#### Приглашённые специалисты в прошлом
- Николай Морозов — хореограф;
- Ше-Линн Бурн — хореограф;
- Елена Радионова — хореограф;
- Никита Михайлов — хореограф;
- Марина Акелькина — хореограф[12];
- Алёна Куклычёва — костюмер.

#### Персонал
- Пётр Чижиков — врач.

##### Бывшие тренеры
- Илья Кулик — тренер[13];
- Александр Абт — тренер;
- Сергей Розанов — тренер;
- Елена Ильиных — тренер;
- Иван Скобрев — тренер по ОФП;
- Алексей Василевский — тренер[14];
- Юлия Лавренчук — тренер;
- Сергей Вербилло — хореограф[15];
- Александр Волков — тренер[16];
- Елизавета Нугуманова — тренер[17];
- Мартин Даженэ — тренер;
- Светлана Биян — тренер;
- Леонид Свириденко — тренер[18];
- Ксения Иванова — тренер;
- Мария Ставицкая — тренер;
- Екатерина Пушкаш — тренер;
- Амир Хабибуллин — тренер;
- Владислав Тарасенко — тренер;
- Наталия Царевская — тренер;
- Иван Ведеров — тренер;
- Милана Попова — хореограф;
- Марина Акелькина — хореограф[19];
- Мария Дерябина — тренер;
- Валерия Гречухина — тренер;
- Кирилл Ермаков — хоккейный тренер[20];
- Александр Липовой — тренер по кикбоксингу;
- Александр Тутов — врач.

##### Бывший тренерский состав в Санкт-Петербурге
- Евгения Петрова — главный тренер;
- Ирина Хрястова — тренер;
- Александр Голубев — тренер;
- Владислава Благонравова — хореограф[21].

## Спортсмены и достижения

### Члены сборной России
- Софья Муравьёва
- Макар Игнатов
- Вероника Жилина
- Никита Сарновский
- Кира Трофимова
- Анастасия Чернышова и Владислав Вильчик
- Ева Хмелькова и Владислав Антонышев
- Елена Костылева[22]
- Любовь Рубцова[23]

### Достижения
Ученики «Ангелов Плющенко» занимали призовые места на национальных и международных первенствах. Пара Анастасия Чернышова и Владислав Вильчик в 2024 году выиграла первенство России среди юниоров. Вероника Жилина в 2023 году выиграла финал Гран-при России среди юниоров. Александра Трусова в 2020 году одержала победу на втором и четвёртом этапах Кубка России, и заняла третье место на чемпионате России, а в 2021 году — третье место на чемпионате мира. Софья Муравьёва в 2022 году выиграла командный турнир в составе «Команды Плющенко» и заняла второе место в личном турнире на чемпионате России по прыжкам, а в 2023 году — второе место на чемпионате России. В 2024 году выиграла командный турнир чемпионата России по прыжкам в составе «Команды Козловского». Одиночники Софья Титова и Никита Сарновский в 2022 году выиграли командный турнир в составе «Команды Плющенко» на чемпионате России по прыжкам. Артём Ковалёв в 2020 году выиграл второй этап Кубка России в Москве. Южноафриканская одиночница Жасмин Коэтзи в 2024 году выиграла чемпионат ЮАР. Анастасия Зинина в 2021 году выиграла первенство Москвы среди юниоров в возрастной категории 13-19 лет.
23 апреля 2023 года ученики «Ангелов Плющенко» выиграли юношеский командный турнир «Кубок Московского спорта» в категории «Командный результат юношеских разрядов (коммерческие школы)» с итоговыми 37 баллами. В категории «Командный результат спортивных разрядов» ученики «Ангелов Плющенко» заняли четвёртое место с итоговыми 24 баллами.

## Ледовые шоу

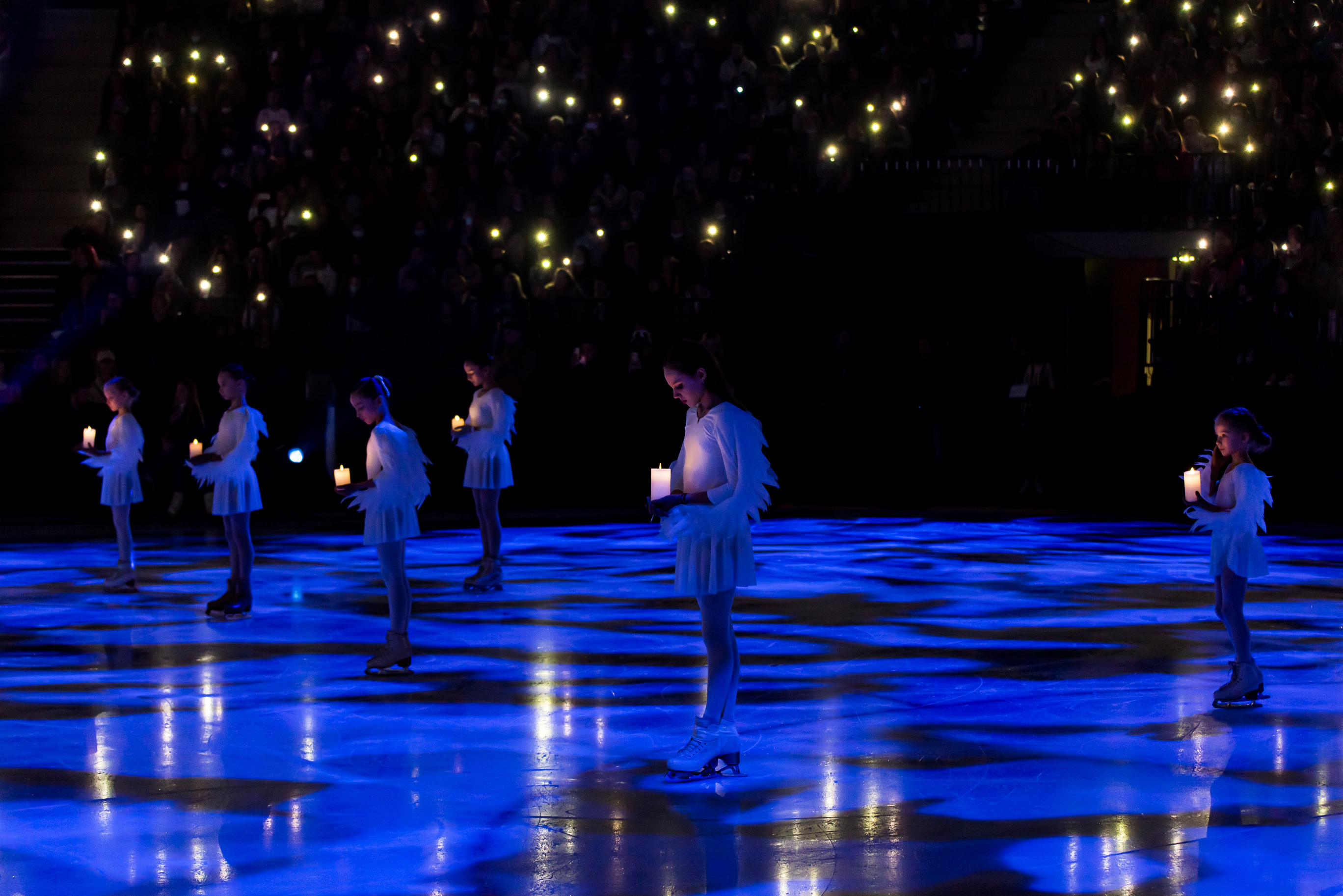
Шоу «Союз чемпионов» в Ледовом дворце Санкт-Петербурга

Ученики академии помимо тренировок активно участвуют в ледовых шоу Евгения Плющенко.

## Кубок Плющенко
В рамках академии «Ангелы Плющенко» с 2019 года проводятся открытые соревнования «Кубок Плющенко». В 2018 и 2019 годах соревнования в категории третий юношеский разряд выиграл сын Евгения Плющенко — Александр Плющенко. В 2019 году в категории «Юный фигурист 2013 года рождения» среди девочек лучшей стала дочь бизнесмена Романа Ротенберга Арина Ротенберг.

## Резонансные события
В 2020 году на фоне пандемии COVID-19 состоялся резонансный переход ряда фигуристов из команды тренера Этери Тутберидзе в «Ангелы Плющенко». В академию перешли фигуристы Александра Трусова, Вероника Жилина и тренер Сергей Розанов. Позже в академию перешла Алёна Косторная. Тутберидзе обвинила Евгения Плющенко в переманивании фигуристов. Между тренерами произошёл конфликт в публичном поле. Ранее в академию из группы Тутберидзе также перешли Анастасия Тараканова, Софья Титова, Арина Парсегова и Владимир Самойлов. В 2021 году Алёна Косторная и Александра Трусова вернулись в команду Тутберидзе.